# Куїлен
Куїлен Білий (? — 971) — король Шотландії у 967–971 роках.

## Життєпис
Походив з династії МакАльпінів. Син Індальфа, короля Шотландії. Про життя відомо замало. У 965 році виступив проти короля Даба, проте зазнав невдачі. Утім у 967 внаслідок змови короля було вбито. Куїлен став новим королем Скотів.
Його володарювання відзначолася придушенням знаті, а також спробою приєднати королівство Стратклайд, проте у 971 році Куїлена вбив наслідний принц Стратклайду Амдарх МакДональд. Разом з ним загинув його брат Еохайд.

## Родина
- Костянтин